# Çayırbaşı, Edremit
Çayırbaşı là một xã thuộc huyện Edremit, tỉnh Van, Thổ Nhĩ Kỳ. Dân số thời điểm năm 2011 là 200 người.